# Нижняя Тура
Ни́жняя Тура́ — город областного подчинения в Свердловской области России, административный центр Нижнетуринского муниципального округа.

## История

### Ранняя история
Поселения на месте Нижней Туры известны с раннего железного века и связаны с цивилизацией вогулов-манси. На вершине горы Шайтан, расположенной в центре современного города, располагалось святилище манси. С. Скурыдин предполагает, что оно было посвящено Йоли-Торуму (Кулю) — богу нижнего мира — мира, куда уходили души умерших. Возможно и то, что местные вогулы на горе Шайтан приносили жертвы Калтась-экве. По русскому преданию, манси унесли идола Калтась-эквы на север и русские много столетий безуспешно искали Золотую Бабу. У жертвенника (яны кан) Шайтан-горы помимо глиняной посуды, в которой манси приносили и готовили пищу, хранились стрелы, идолы богов и их помощников. Эти идолы находили на капище ещё в 1920—1930-е годы.
Данных о существовании мансийского поселения непосредственно на территории Нижней Туры не имеется. Скорее всего, такого поселения не существовало в связи с особым статусом священной горы Шайтан. Известно о существовании двух мансийских неукреплённых поселений — паулей — на территории Нижнетуринского муниципального округа. Одно из них — вогульская деревня Палькиных (в переводе: «жители густого леса, чащи» либо от «паал» — сторона, половина) в устье реки Ис в районе современных посёлков Глубокая и Маломальский. Деревня в 40-х годах XVIII века прекратила своё существование. Часть манси Палькиных переселилась в посёлок Ёлкино, часть ушла к своим соплеменникам на север. Потомки манси Палькиных, коренного населения нижнетуринского края, живут в Нижней Туре до настоящего времени. В 70-х годах XIX века исчезло последнее мансийское поселение — Именновский пауль в районе деревни Большой Именной. Место, где находился пауль, в местной топонимике называется «вогульское поле».
Маршрут этнографической экспедиции автора книги «Вогульская страна и её обитатели», венгерского лингвиста Антала Регули, начался в 1843 году от устья реки Ис, где когда-то была деревня Палькина.

### Строительство железоделательного завода
Сей завод построен, по указу Государственной Берг-Коллегии, 1765 г. на реке Туре, на государственной земле. Состоит в Верхотурской округе, от г. Верхотурья в 72 верстах. Плотина земляная длиною 140, шириною внизу 40, вверху 15 сажен, вышиною 11 аршин. Воды в полном скопе 5 аршин 8 вершков, каждые сутки убывает ½ вершка. Спрудная вода поднимается на 10 вёрст. При оных кричных фабрик каменных 2: в 1-й 11 молотов, 12 горнов, во 2-й 9 молотов, 12 горнов, действуют 12 цилиндрическими деревянными мехами. Колес водяных: меховых 6, боевых 20. Железо куётся из привозимого с Верхнее-Туринского завода чугуна. Тут же колотушечной молот 1, горнов 1. Дощатая фабрика каменная 1. Якорная фабрика о 4-х горнах и 1-м молоте.

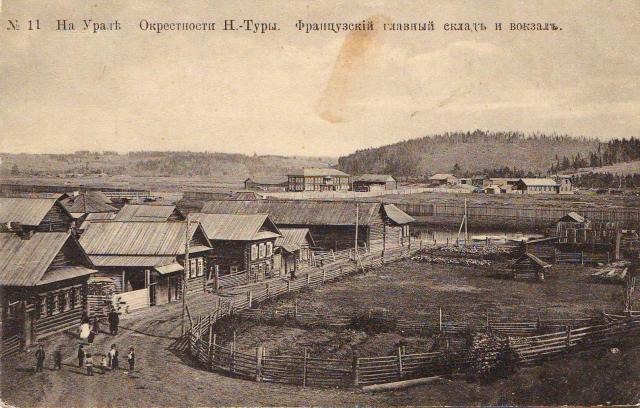
Железнодорожный вокзал и бельгийские склады в Нижней Туре, фото Н. Ф. Лагунова (начало XX в.)

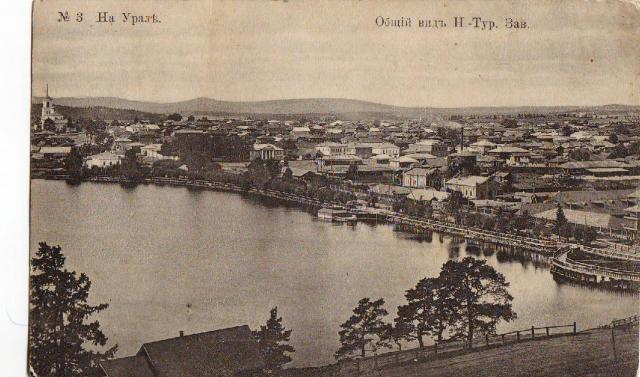
Общий вид Нижнетуринска, фото Н. Ф. Лагунова (начало XX в.)

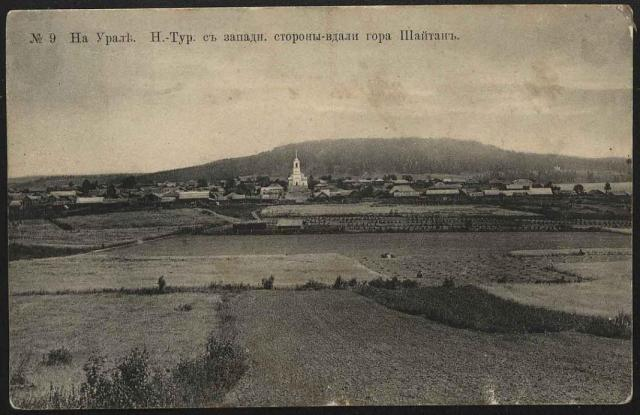
Церковь Трёх Святителей, Нижнетуринский завод, фото Н. Ф. Лагунова (начало XX в.)

Первое русское поселение на территории Нижнетуринского муниципального округа — старообрядческая деревня Большая Именная, возникшая в конце XVII века на месте древнего мансийского пауля. Манси постепенно были ассимилированы русскими.
Нижняя Тура возникла как посёлок при строительстве в 1754 году Нижнетуринского казённого железоделательного завода, построенного для передела чугуна, производимого заводами Гороблагодатского района (Верхнетуринским, Кушвинским, Баранчинским), в высококачественное железо. Первая попытка строительства завода была предпринята в 1738 году. По плану завод должен был расположиться в 5 верстах от реки Туры в районе её притока — реки Малой Именной. Была подготовлена просека и подобрано место для плотины, однако недостаток продовольствия вынудил остановить строительство. Следующие неудачные попытки начала строительства были предприняты в 1742, а затем в 1753 году в районе устья реки Большой Именной. 5 мая 1754 года Правительствующий Сенат передал в управление графа П. И. Шувалова Гороблагодатские заводы Туринский (Верхне-Туринский), Кушвинский, Баранчинский и «вновь строящийся на речке Туре». Таким образом, строительство Нижне-Туринского завода было начато графом Шуваловым. Строительство завода затянулось. Так, в 1755 году на строительстве погибли 800 рекрутов от плохой пищи, цинги. В 1757 году граф Шувалов сообщал в Петербург, что Нижнетуринский завод им не построен «за неотысканием до сего времени надёжных железных руд вблизи того завода, ибо оную из горы Благодати возить туда за дальностью неспособно». После смерти графа П. И. Шувалова Гороблагодатские заводы, в том числе строящийся Нижнетуринский, были проданы казне, после чего завод был построен. 30 января 1766 года завод был открыт, в этом же году дал первую продукцию. В 1824 году на территории Нижнетуринской волости, на реках Ис, Вые и Туре были открыты месторождения россыпей золота и платины (Исовские прииски давали свыше 50 % добычи золота и платины на Урале).

### Строительство оружейного завода
В 1852—1862 годах действовал Нижнетуринский Николаевский оружейный завод (выпускал снаряды, пули, запальные трубки к ружьям, ружья и т. д.), построенный при участии европейских мастеров Кажо и Гарди. На заводе работали в 12 цехах 335—340 человек. Использовавшаяся технология производства гладкоствольного оружия была устаревшей, что привело к скорому закрытию завода. Работники завод жили в деревнях Александровка и Косая речка. Само местонахождение завода было названо «Новый завод». Это наименование вскоре стало официальным — посёлок Новый завод, который существовал до 1949 года.

### Николаевское исправительное арестантское отделение

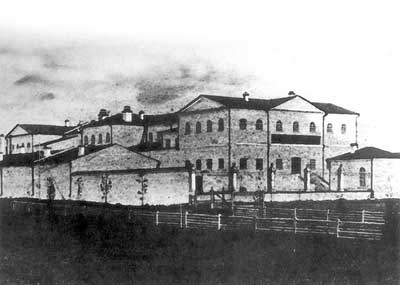
Нижнетуринское николаевское исправительное арестантское отделение (1899)

Цеха бывшего Николаевского оружейного завода в 1889—1893 годах силами Верхотурского земства были приспособлены под Нижнетуринское Николаевское исправительное арестантское отделение, более известное под названием «Николаевские роты» или «Уральский Шлиссельбург». Здесь отбывали наказание Я. М. Свердлов, И. М. Малышев, Ф. А. Сергеев (Артём) и др. В советские годы в промколонии № 9 НКВД — преемнице исправительного отделения отбывал наказание Пётр Якир.

### Советский период
В 1925 году после реконструкции вступил в строй металлургический завод (бывший железоделательный).
С 11 января 1927 года — рабочий посёлок Нижняя Тура. С 1949 года — город. Название дано по расположению на реке Туре; определение «нижняя» указывает на наличие выше по течению города Верхней Туры.
В 1949 году началось строительство Нижнетуринской ГРЭС, что дало новый толчок развитию города: резко увеличилось население за счёт миграции строителей электростанции, преимущественно жителей Кировской, Тюменской, Челябинской областей, Башкирии и Татарии; расширилась территория поселения; появился и развился новый городской центр.
Во второй половине 1940-х годов на полях бывшего колхоза им. Розы Люксембург началось строительство комбината «Электрохимприбор» и города Свердловска-45. Старая часть города стала базой для нового строительства.
К концу 1950-х годов в Нижней Туре было сконцентрировано несколько предприятий, так или иначе задействованных в развитии атомного проекта — Нижнетуринская ГРЭС (обеспечивала током комбинат «Электрохимприбор»), завод «почтовый ящик 58» (впоследствии Сантехдеталь и ещё позже Нижнетуринский машиностроительный завод им. Якова Свердлова), завод минераловатных изделий. После закрытия металлургического производства на площадях бывшего железоделательного завода в 1957 году был открыт электроаппаратный завод.
В конце 1950-х годов Нижняя Тура стала базой для строительства Качканарского горно-обогатительного комбината и города Качканара.

## Официальные символы

### История городских символов
Работа над современными гербом и флагом Нижней Туры началась в октябре 2001 года. Использовать прежнюю эмблему города было невозможно в силу её перегруженности и несоответствия геральдическим правилам. Практически все проектные варианты имели в своей основе изображение якоря, производство которых прославило Нижнетуринский завод. Солнечная корона символизирует золото и платину. Ветви шиповника (шайтан-ягоды) — символ природно-археологического памятника «гора Шайтан», находящегося в черте современного города.
1 августа 1969 года решением Нижнетуринского городского Совета депутатов трудящихся утверждена городская эмблема, составленная нижнетуринским художником А. И. Усачёвым и предварительно одобренная Свердловским художественным фондом. Городской символ имел следующее описание (цитируется по решению Совета): «Центральная часть щита по вертикали делится на две равные части цветами флага Российской Федерации: левая половина — синяя, правая половина — красная. На сине-красном поле расположена эмблема золотистого цвета, символизирующая экономическое положение и промышленное значение города. В эмблеме сплетаются воедино: траверса с гирляндой изоляторов — энергетика, часть зубчатого колеса — машиностроение, дражный ковш — горнодобывающая промышленность. В верхней части щита — белая горизонтальная плашка с золотой надписью „Нижняя Тура“. В нижней части щита — волнистая голубая лента реки Туры. Внизу, на белом фигурном фоне цифра золотистого цвета „1754“ — дата основания города. Контурная обводка щита также золотистого цвета».
Описание официальных симоволов приводится по Решению Территориальной Думы МО «Нижнетуринский район» от 19.05.2004 г. № 12. (Герб внесён в ГГР РФ под № 1464; Флаг внесён в ГГР РФ под № 1465; 21.09.2004 г. Протокол № 19д).

### Герб
В поле, рассечённом лазурью и зеленью — серебряный якорь (без поперечины на анкерштоке); вверху в его кольцо вдеты три переплетённые золотые ветви шиповника, каждая из которых кольцевидно согнута по ходу солнца; внизу на зубьях якоря висит золотое кольцо, образованное расходящимися пламенами.

### Флаг
Полотнище с соотношением сторон 2:3, разделённое по вертикали на две равные части — синюю и зелёную, с воспроизведением в центре фигур районного герба: белого якоря, жёлтых ветвей шиповника и солнечной короны (пламенеющего кольца). Оборотная сторона зеркально воспроизводит лицевую.

## Административно-территориальная принадлежность
Нижняя Тура является административным центром муниципального образования Нижнетуринский муниципальный округ, в состав которого кроме самого города входит 21 населённый пункт сельского типа. Собственно город Нижняя Тура включает в себя территории бывших поселений — посёлка Нижне-Туринского завода, деревень Долгополовки (Красный городок), Александровки, Косой Речки и посёлка Нового завода.
До 1920 года Нижняя Тура (Нижне-Туринский завод, Нижне-Туринск) была центром Нижне-Туринской волости Верхотурского уезда Пермской губернии. С 8 апреля 1920 по 5 июля 1922 года — центр Нижне-Туринской волости Нижнетагильского уезда Екатеринбургской губернии.
В 1923 году образован Нижне-Туринский район Тагильского округа с центром в посёлке Нижне-Туринского завода. 11 января 1927 года посёлок Нижне-Туринского завода преобразован в рабочий посёлок Нижняя Тура. 10 июня 1931 года к Нижне-Туринскому району присоединён Кытлымский район. В результате этого административно-территориального преобразования протяжённость района с юга на север увеличилась до 250 километров.
20 июня 1933 года Нижне-Туринский район был ликвидирован с образованием на его территории Исовского района с центром в посёлке Исе. 9 марта 1949 года Нижняя Тура преобразована в город областного подчинения с выделением из состава Исовского района Нижнетуринского городского совета.
5 ноября 1955 года был ликвидирован Исовский район с подчинением его территории Нижнетуринскому городскому Совету. 1 февраля 1963 года Совет депутатов трудящихся города Нижняя Тура передан в подчинение Свердловскому областному Совету депутатов трудящихся.

## Физико-географическая характеристика
Нижняя Тура находится на восточном склоне Уральских гор, в северной части Среднего Урала, в 220 километрах к северу от Екатеринбурга, рядом с городом-ЗАТО Лесным. Она расположена по берегам наидлиннейшей в области реки Туры (бассейн Оби), выше по течению города Верхотурья и ниже Верхней Туры. На реке образован протяжённый Нижнетуринский пруд, а сам город вытянулся по северному и северо-восточному берегам пруда. В окрестностях Нижней Туры в реку Туру впадают притоки: Малая и Большая Именная, Ис, Нясьма, Талица.
В окрестностях Туры произрастают смешанные и широколиственные леса, характерно также большое количество возвышенностей и гор, в частности, Качканар (878 м), Саранная (641,1 м), Шайтан (285 м), Берёзовый Увал, Красная Горка, Петровская, Колпаковский Камень, Шатровая, Лиственная. На вершинах — альпийские луга и субальпийские луга, ниже хвойные леса. На территории Нижнетуринского городского округа существуют пять природоохранных зон: гора Шайтан; известковые скалы около посёлка Ёлкино, Шумихинское болото, Верхне-Исовский кедровник. Полезные ископаемые: золото, платина, железо-ванадиевые руды, кирпичные глины, мрамор, песок, ртутьсодержащая руда, небольшие залежи бокситов, бурого угля.
| С-З | Нижний Тагил ~ 70 км Серов ~ 147 км      | Пермь ~ 351 км Тюмень ~ 510 км | Ханты-Мансийск ~ 1442 км Кунгур ~ 368 км    | С-В |
| З   | Москва ~ 1733 км Краснотурьинск ~ 180 км | Роза ветров                    | Красноуфимск ~ 394 км Екатеринбург ~ 210 км | В   |
| Ю-З | Соликамск ~ 396 км Алапаевск ~ 196 км    | Туринск ~ 357 км Уфа ~ 730 км  | Златоуст ~ 474 км Челябинск ~ 435 км        | Ю-В |

### Часовой пояс
Нижняя Тура находится в часовом поясе Yekaterinburg Time Zone (YEKT) или «Уральское время» (Екатеринбургское время). Смещение относительно UTC (Всемирное время) с 26 октября 2014 года составляет +5:00. Относительно Московского времени имеет постоянное смещение +2 часа и обозначается в России как MSK+2 (МСК+2).

### Экологическая ситуация
В Нижней Туре предусмотрен комплекс сооружений для очистки сточных вод от загрязнений ООО «Инфраструктурные решения-город Лесной» мощностью 11 680 тыс. куб. м/год, на данный момент предприятие закрыто на реконструкцию, а также ООО «Туринская ГРК». Основные субъекты промышленной деятельности города — это Нижнетуринское ЛПУ МГ, Нижнетуринская ГРЭС филиала «Свердловский» ПАО «Т Плюс» и ОАО «Тизол» (Нижнетуринский ГО).
По данным государственного доклада о состоянии и об охране окружающей среды Свердловской области за 2020 год, предприятия сократили выбросы загрязняющих веществ в атмосферный воздух на:
- 34,2 % Нижнетуринская ЛПУ МГ,
- 20 % Нижнетуринская ГРЭС филиала «Свердловский» ПАО «Т Плюс»,
- 26,7 % ОАО «Тизол».

Крупным водопользователем Свердловской области является МКУ «Объединённые сети Нижнетуринского муниципального округа», которое использует 6,7 млн. м³. В государственном докладе о состоянии и об охране окружающей среды Свердловской области за 2020 год отмечаются следующие показатели загрязнения водных объектов предприятиями ФГУП "Комбинат «Электрохимприбор» (4,23 млн. м³), ООО «Инфраструктурные решения-город Лесной» (5,38 млн. м³), филиал «Нижнетуринская ГРЭС» ПАО «Т Плюс» (1,22 млн. м³).

## Экономика
Нижняя Тура — город машиностроителей и энергетиков. Машиностроительный завод и завод минераловатных изделий производят продукцию преимущественно для предприятий «Росатома». 10 энергоблоков Нижнетуринской ГРЭС вырабатывают ежедневно свыше 3 млрд кВт⋅ч электроэнергии. Завод минераловатных изделий ОАО «Тизол» специализирован на выпуске плит, прошивных матов и минеральной ваты.
- Нижнетуринская ГРЭС, филиал ТГК-9
- Машиностроительный завод ОАО «Вента»
- Минераловатный завод (АО «Тизол»)
- Электроаппаратный завод — ОАО «НТЭАЗ-Электрик»
- Нижнетуринский Хлебокомбинат, филиал ГУПСО
- Рыбопитомник
- Лесхоз
- Исовский прииск ОАО «Уралэлектромедь»
- Автотранспортное предприятие ООО «Магистраль»
- Линейно-производственное управление магистральных газопроводов ООО «Газпром трансгаз Югорск»
- Линейная производственная диспетчерская станция «Платина» АО «Транснефть-Прикамье»
- Нижнетуринская типография, ГУПСО

## Транспорт
К востоку от города проходит железнодорожная линия Екатеринбург — Нижний Тагил — Серов — Бокситы, которая на узловой станции Выя в посёлке Большая Выя имеет ответвление и через железнодорожные станции ГРЭС и Мир в черте города выходит на железнодорожную станцию Нижняя Тура — городской вокзал. Улица Ленина выходит к контрольно-пропускному пункту города Лесного. В 40 километрах на северо-запад находится город Качканар, в 60—70 километрах на север расположены города Новая Ляля и Верхотурье, в 40 километрах в южном направлении — города Красноуральск и Верхняя Тура. В 80 километрах по дороге Нижняя Тура — Косья — Тёплая Гора (Пермский край) расположена граница между Европой и Азией.
Автотранспортные магистрали, связывающие населённые пункты управляемых административных территорий и соседние города имеют асфальтовое покрытие. Дорога от развязки автомагистрали Екатеринбург — Нижний Тагил — Серов на 220 километров выполнена в объезд города с направлением на город Качканар и посёлок Ис. Между Нижней Турой и Екатеринбургом, Нижним Тагилом, населёнными пунктами Нижнетуринского городского округа, городами Свердловской области имеется регулярное автобусное и железнодорожное сообщение.
Внутригородской общественный транспорт представлен одним автобусным маршрутом.

## Население
По итогам Всероссийской переписи населения 2021 года, численность населения Нижней Туры составила 19 091 человек.
| 1931    | 1959    | 1967    | 1970    | 1979    | 1989    | 1992    | 1996    | 1998    |
| ------- | ------- | ------- | ------- | ------- | ------- | ------- | ------- | ------- |
| 4800    | ↗20 638 | ↗22 000 | ↘19 562 | ↗22 926 | ↗26 268 | ↗26 800 | ↘26 500 | →26 500 |
| 2000    | 2001    | 2002    | 2003    | 2005    | 2006    | 2007    | 2008    | 2009    |
| ↘26 300 | ↘26 000 | ↘24 247 | ↘24 200 | ↘23 700 | ↘23 300 | ↘22 900 | ↘22 800 | ↘22 641 |
| 2010    | 2011    | 2012    | 2013    | 2014    | 2015    | 2016    | 2017    | 2018    |
| ↘22 006 | ↘22 000 | ↘21 596 | ↘21 503 | ↘21 136 | ↘20 782 | ↘20 456 | ↘20 217 | ↘19 883 |
| 2019    | 2020    | 2021    | 2023    |         |         |         |         |         |
| ↘19 535 | ↘19 366 | ↘18 392 | ↘17 985 |         |         |         |         |         |

На 1 января 2025 года по численности населения город находился на 711-м месте из 1124 городов Российской Федерации.

## Архитектура и достопримечательности

### Здания и сооружения
Территориально город состоит из нескольких частей — микрорайон ГРЭС, микрорайон машиностроителей, микрорайон минераловатчиков, старая часть города (Тура, или Старая Тура).
Микрорайон ГРЭС преимущественно застроен в конце 1940-х годов домами БЗСК и «сталинками», микрорайоны машиностроителей и минераловатчиков застроены типовыми хрущёвками и брежневками. Достопримечательностью микрорайона машиностроителей является комплекс из семи сохранившихся жилых и административных зданий Николаевского оружейного завода, построенный по единому проекту в стиле классицизма в период с 1852 по 1862 год. Несмотря на редкость ансамблей такого рода для Урала и уникальность для Нижней Туры, здания не имеют статуса памятников, а потому частично разрушены и перестроены. Наиболее хорошо сохранилось двухэтажное бывшее здание управления завода (с 1893 года здание администрации нижнетуринского николаевского исправительного арестантского отделения), в котором в настоящее время находится городской суд. Особенностью здания является наличие старинных чугунных лестниц. Старая часть города более интересна в архитектурном плане. Украшением города является двухэтажное здание бывшего земского училища, построенного в начале XX века в стиле кирпичной готики. В 2009 году закончилась реставрация другого выдающегося памятника истории — здания управления заводом 1829 года постройки (архитектор А. З. Комаров, выпускник Петербургской академии художеств). В целом сохранность исторической части Нижней Туры вызывает серьёзные опасения.
Значимым памятником промышленной архитектуры XVIII—XX века является комплекс бывшего железоделательного завода, на территории которого сохранились цеха конца XVIII века, а также образцы промышленного строительства, в частности доменный цех, построенный в 1895 году. Одно из зданий цеха в советское время было переоборудовано в клуб «Заря», второй корпус в настоящее время перестраивается частным предприятием. На территории бывшего завода также сохранилось гранитное ограждение старой плотины.
На пересечении улиц Ленина и Чкалова располагался дом купца Задворных. Двухэтажный особняк, первый этаж — каменный, второй — деревянный, украшен прекрасной резьбой по дереву. Здание реставрировалось в 1990-е года. Фасад первого этажа вместе с окнами был заложен серым камнем. В июне 2011 года здание было снесено, как «не являющееся памятником архитектуры». Аналогично выглядит расположенный на Советской улице дом купца Боровкова, в котором в настоящее время находится отделение почтовой связи. Образец купеческой архитектуры начала XX века — дом золотопромышленника Анцыферова на пересечении улиц Ленина и Серова (здание РОСТО) — был частично перестроен, первый этаж обшит сайдингом, в связи с чем оказалась скрытой лепнина. На том же перекрёстке находится деревянное одноэтажное здание бывшего постоялого двора с конюшнями («Дом с конюшнями»). В Нижней Туре существует городская легенда о туннеле между домом Анцыферова и зданием, расположенным на противоположной стороне ул. Ленина (не сохранилось).

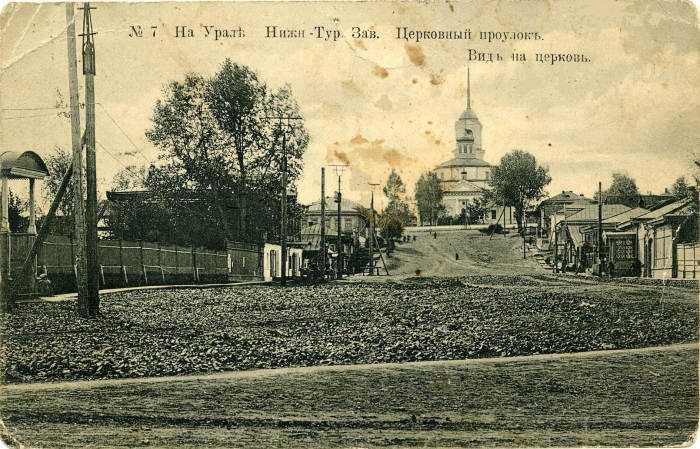
Вид на Храм Трёх Святителей со стороны ул. Рыночной (Советской), начало XX века, фото Н. Ф. Лагунова

В 1775 году в центре селения при заводе была построена деревянная церковь Трёх Святителей, сгоревшая в 1810 году со всем находившимся в ней имуществом. В 1824 году на месте сгоревшей деревянной церкви была построена по проекту ижевского архитектора С. Е. Дудина каменная церковь с прежним названием, строительство которой длилось десять лет. Церковь была разрушена в 1930-е годы. Украшением Нижнетуринского завода в начале XX века было здание часовни Петра и Павла на берегу пруда в районе дер. Долгополовки (ныне — Красный Городок, в черте города) по Николаевскому шоссе (соединяло завод и Нижнетуринское Николаевское исправительное арестантское отделение). Часовня была построена в формах греческого классицизма. Она была разрушена в 1930-е годы. На её месте установлен монумент «Звезда» в виде ордена Славы.

### Памятники и монументы
В Нижней Туре довольно много памятников и монументов. Старейшим из сохранившихся памятников является монумент в память погибших борцов за революцию, построенный в 1920-е годы, памятник-куб находится на площади Старой части города. У фасада дома заводоуправления находится памятник металлургам-погибшим в годы Великой Отечественной войны. На месте церкви Трёх Святителей в 1967 году был установлен памятник революционеру Павлу Ивановичу Шиханову, который в 1998 году был снесён в связи с началом восстановления храма и позднее перенесён на Шихановскую улицу.
В микрорайоне ГРЭС находится величественный монумент Победы или «Плачущая мать» в память жертв войны. Монумент образован стоящей перед вечным огнём фигурой плачущей матери, за спиной которой возвышается стела с фигурой солдата на вершине. Стелу и фигуру матери окружают книги с именами нижнетуринцев-участников войны, а также галерея нижнетуринцев-героев Советского Союза и стена с барельефами на военную тематику. В скромном сквере на пересечении улиц 40 лет Октября и Декабристов находится памятник Ленину, в сквере напротив — памятник нижнетуринцам, погибшим в войнах в Афганистане и Чечне. У главной проходной Нижнетуринского машиностроительного завода на ул. Декабристов находится монумент в память Якова Свердлова, отбывавшего наказание в Нижней Туре в начале XX века. Монумент состоит из стены с литым портретом Якова Свердлова и изречения Ленина о нём. С левой стороны к стене примыкает фрагмент оригинальной кладки снесённого здания бывшего арестантского отделения и часть оригинальной ограды.
Достопримечательностью Нижней Туры является памятник природы и археологии «Гора Шайтан», расположенный в Центре города. На вершине горы обнаружено святилище манси периода раннего железного века.
В посёлке Большая Выя недалеко от железнодорожной станции располагается могила героя Гражданской войны, командира 225-го Китайского интернационального полка подполковника Жэнь Фучэня, погибшего в сражении на станции Выя в 1918 году.
В 1998 году установлен памятный знак на месте кладбища венгерских военнопленных.

## Музеи

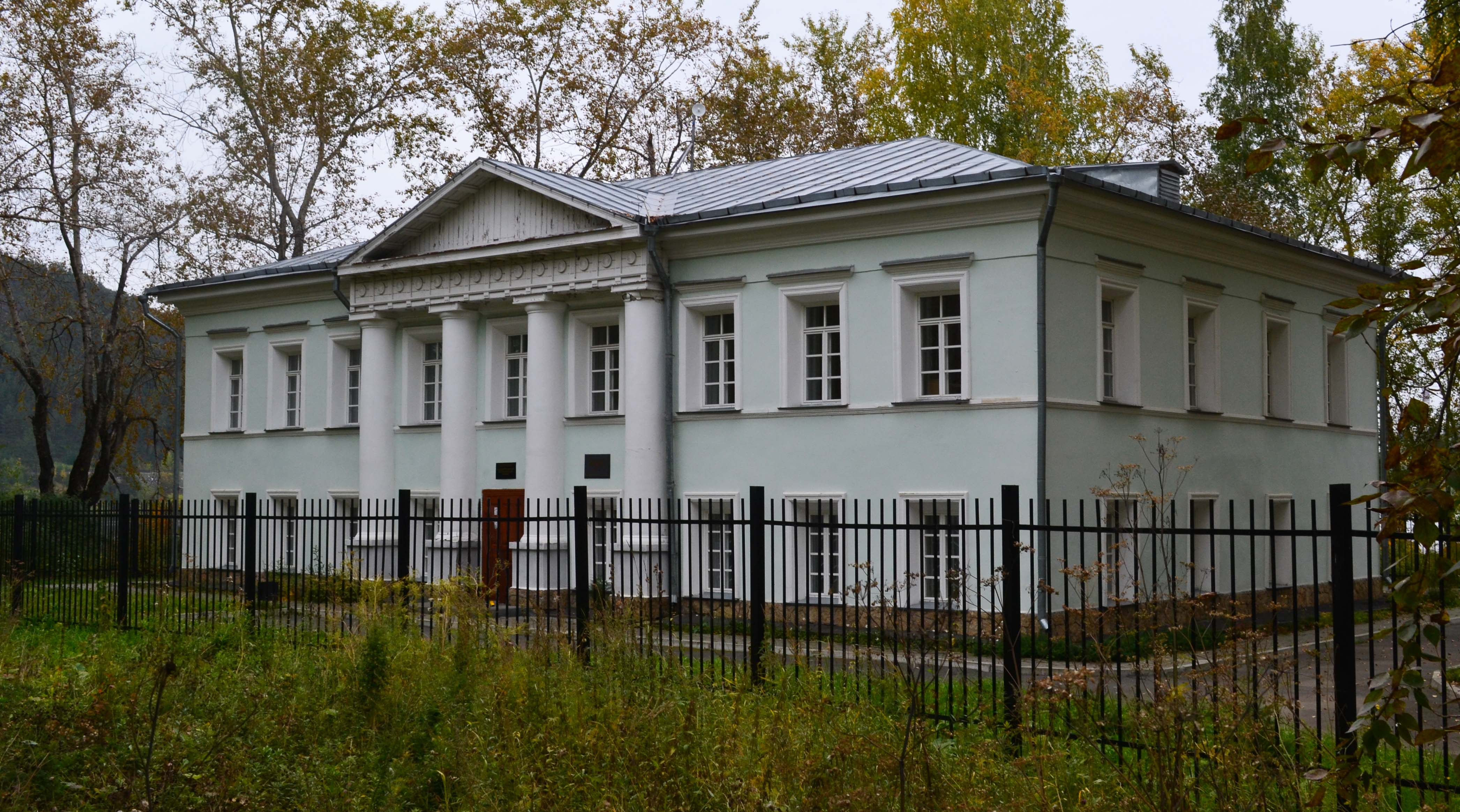
Нижнетуринский исторический музей

- Нижнетуринский исторический музей. Основан 31 октября 1965 года как народный музей. В настоящее время является филиалом ГУК «Свердловский областной краеведческий музей». Музей располагается в исторической части города на улице Чапаева в здании бывшего заводоуправления Нижнетуринского железоделательного завода. Музей обладает богатой экспозицией по истории Нижней Туры и района. В музее большая палеонтологическая коллекция, формировавшаяся на основе находок на территории Нижнетуринского округа. Большая экспозиция посвящена истории золотодобычи в Исовских приисках, строительству и функционированию железоделательного завода. Вызывают интерес разделы экспозиции по истории оружейного завода, николаевского исправительного арестантского отделения.
- Нижнетуринский геологический музей. Геологический музей Н. Туры является старейшим в городе, основан в 1936 году, является частью Исовского геологоразведочного техникума. Первоначальная экспозиция музея из 200 образцов была сформирована на основе коллекций Уральского горного института. После переезда в Нижнюю Туру в 1990 года из посёлка Иса, музей получил просторное помещение 96 м². В настоящее время коллекция музея насчитывает более 2000 образцов. Коллекции музея состоят из геологических образцов, палеонтологических находок, поделочных, драгоценных и полудрагоценных камней, ювелирных украшений, сделанных в Нижней Туре. В музее есть экспозиция, посвящённая геологической истории района.
- Музей Нижнетуринского машиностроительного завода. Музей открытого акционерного общества Нижнетуринский машиностроительный завод «Вента» создан в 1984 году. В 2002 году музей переехал в новое помещение с экспозиционной площадью около 80 м². В экспозициях музея показана история создания и работы Николаевского оружейного завода в 1852—1862 гг., а также истории тюрьмы, которая действовала с 1893 по 1947 год. Большой интерес представляет экспозиция, посвящённая истории атомного проекта в СССР, созданию атомной промышленности на Урале и роли Нижней Туры в становлении и развитии атомной отрасли.

## Культура
- Городской дворец культуры г. Н. Туры[33]
- МБУ социально-культурно-досуговый центр «Современник»
- Детский культурно-досуговый центр «Юность»
- Городской парк культуры
- Взрослая и детская библиотеки

## Образование
У истоков образования в Нижней Туре стоит заводская школа железоделательного завода и церковно-приходская школа. В начале XX века в Нижне-Туринске построено двухэтажное здание земской школы. Также в посёлке функционировало реальное училище. Толчком в развитии образования в Нижней Туре послужило строительство Нижнетуринской ГРЭС, в связи со строительством которой в Нижней Туре были построены две новые школы (№ 2 и № 3), а также филиал Свердловского энергетического техникума (в настоящее время закрыт). При участии Нижнетуринского машиностроительного завода была построена школа № 5, а под патронажем Завода минераловатных изделий — школа № 7. Таким образом, в настоящее время в Нижней Туре функционируют 5 общеобразовательных школ (школа № 5 преобразована в Нижнетуринскую гимназию). Единственным средне-специальным учебным заведением Нижней Туры является имеющий более чем 70-летнюю историю Исовский геологоразведочный техникум. В городе также работали профессиональный лицей и центр образования («реальное училище»), в настоящее время не работают. В начале 1990-х годов в Нижней Туре был открыт филиал Удмуртского государственного университета. Также в городе работают детская школа искусств и детская художественная школа.

## Спорт
- Детско-юношеская спортивная школа г. Нижней Туры
- Городской стадион «Старт»
- Боксёрский клуб «Кожаная перчатка»
- Физкультурно-оздоровительный клуб «Вита»
- Городской атлетический клуб «Алигал»

## Религия
- Русская Православная Церковь, Серовская епархия — Приход во имя Святителя Иоанна, Митрополита Тобольского
- Ислам (сунниты ханафитского мазхаба) — молельный дом Местной религиозной организации мусульман «Махалля» РДУМ Свердловской области
- Малочисленные христианские конфессии — церкви евангельских христиан-баптистов и христиан веры евангельской

## Средства массовой информации
В Нижней Туре с 1954 года издаётся муниципальная еженедельная газета «Время» (до 1990 года — «Вперёд, к коммунизму!»), выходят также частные еженедельные газеты — «Вестник», «Резонанс». 2000-е годы был создан информационный интернет-портал города. Действует сетевое издание «Открытый Лесной».

#### Радиостанции
| МГЦ   | Название      |
| ----- | ------------- |
| 88,8  | Волна FM      |
| 91,2  | Радио СИ      |
| 91,6  | Интерра FM    |
| 101,3 | Русское радио |
| 103,8 | Авторадио     |
| 104,9 | Европа Плюс   |
| 106,2 | Ради радио    |

## Галерея

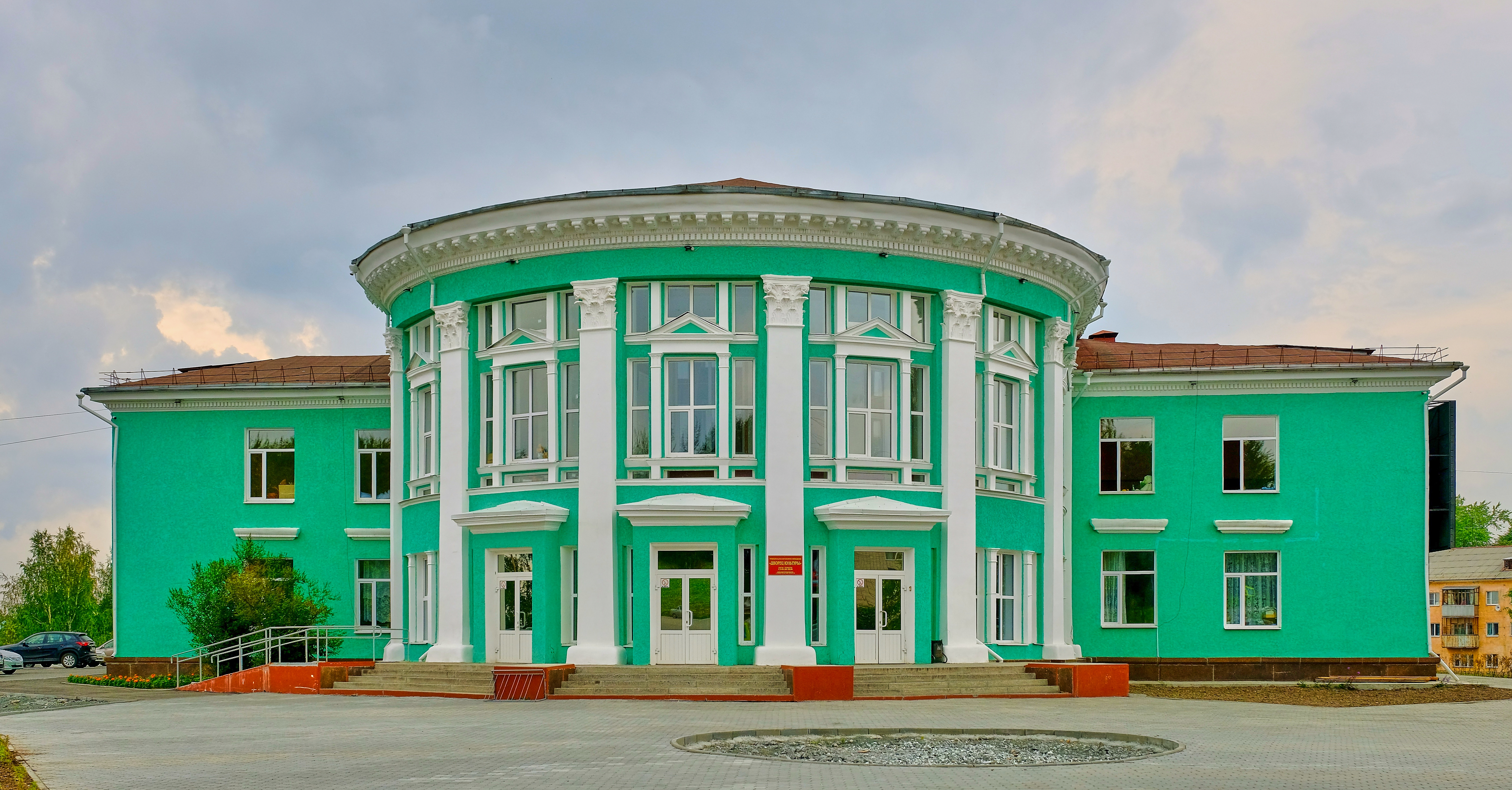
Дворец культуры на центральной площади
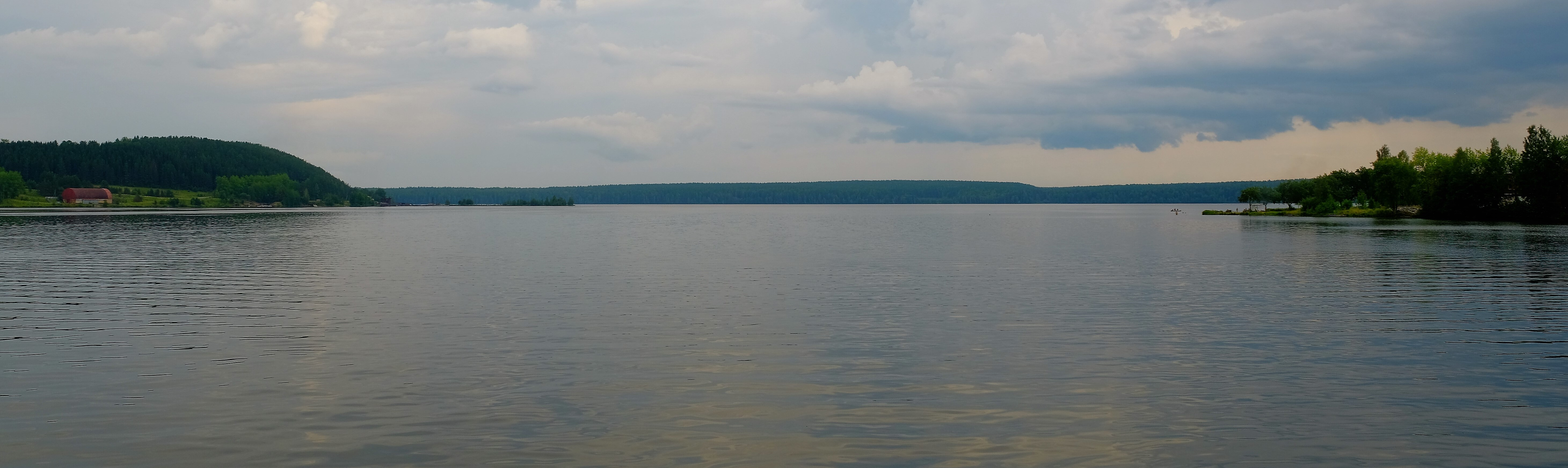
Вид на городской пруд
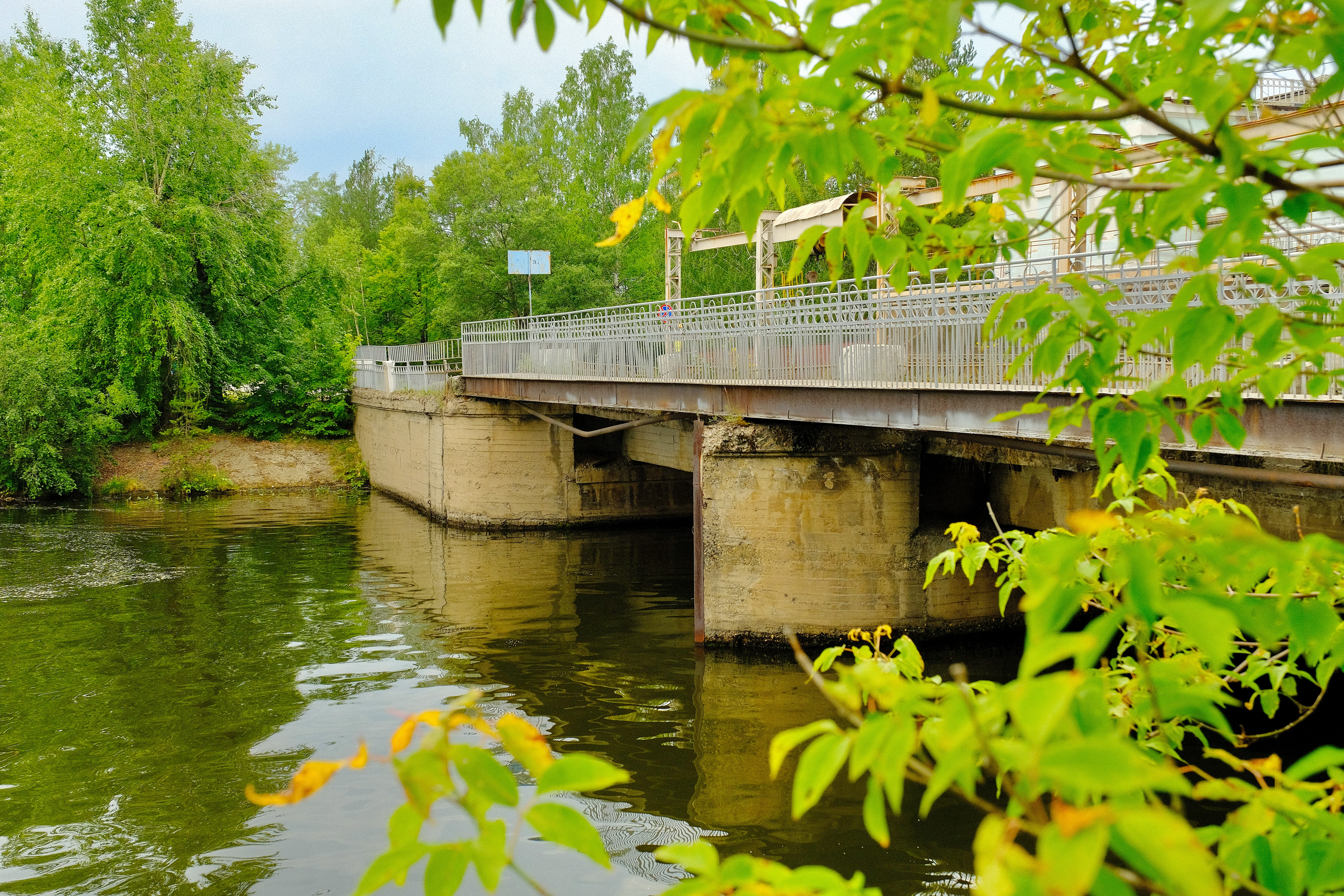
Плотина городского пруда
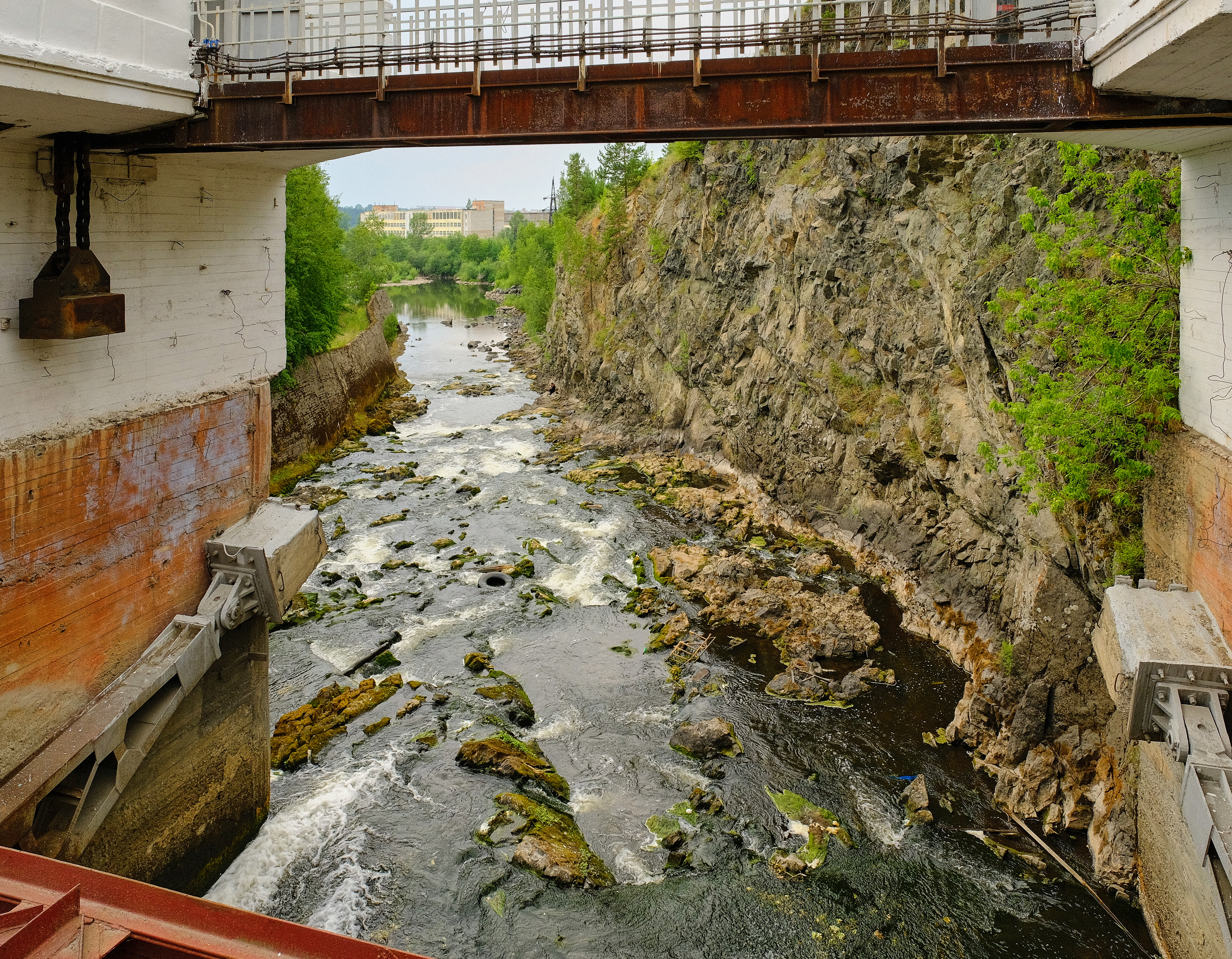
Река Тура ниже плотины
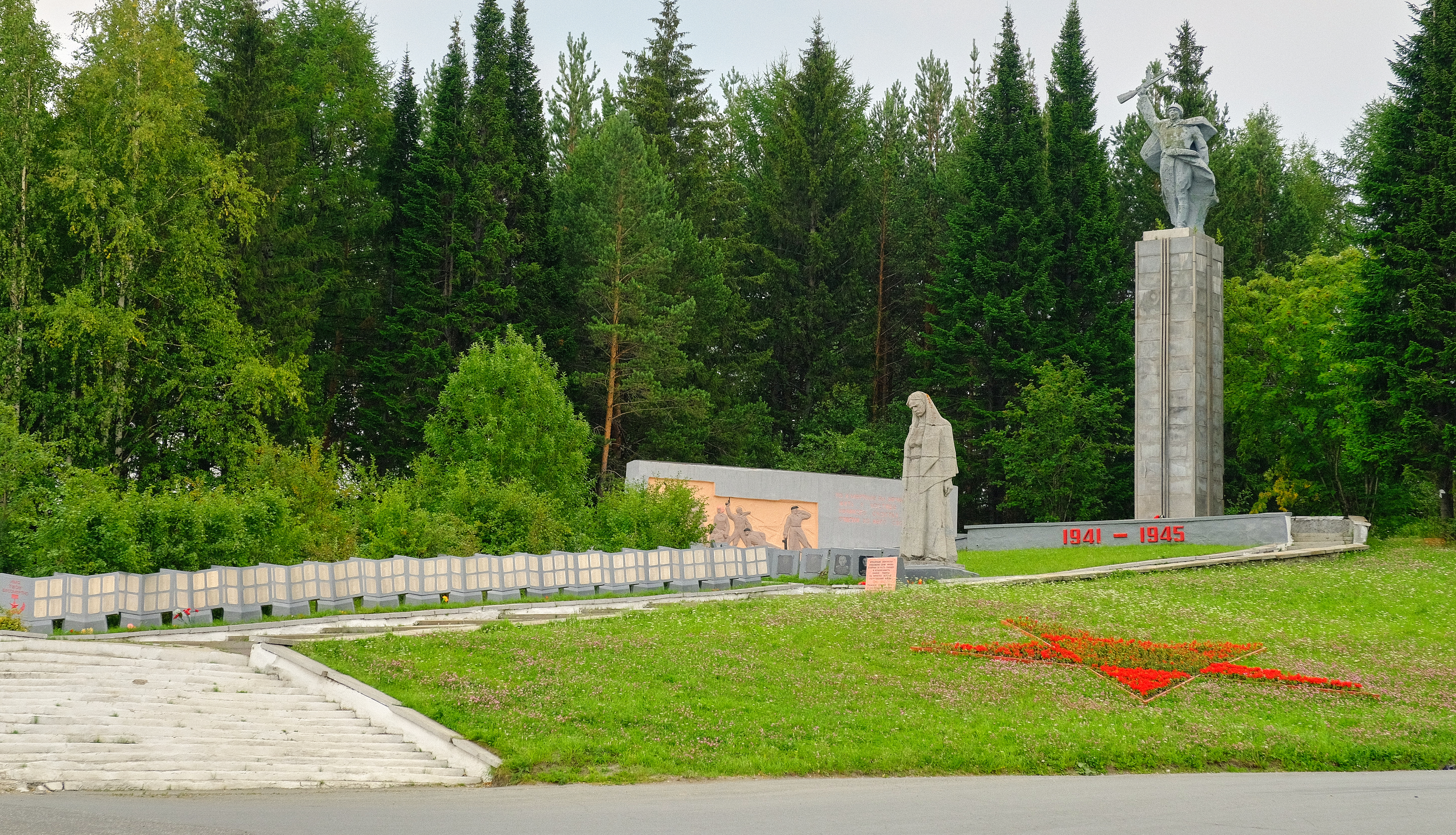
Мемориальный комплекс «Нижнетуринцам, погибшим в годы Великой Отечественной войны»
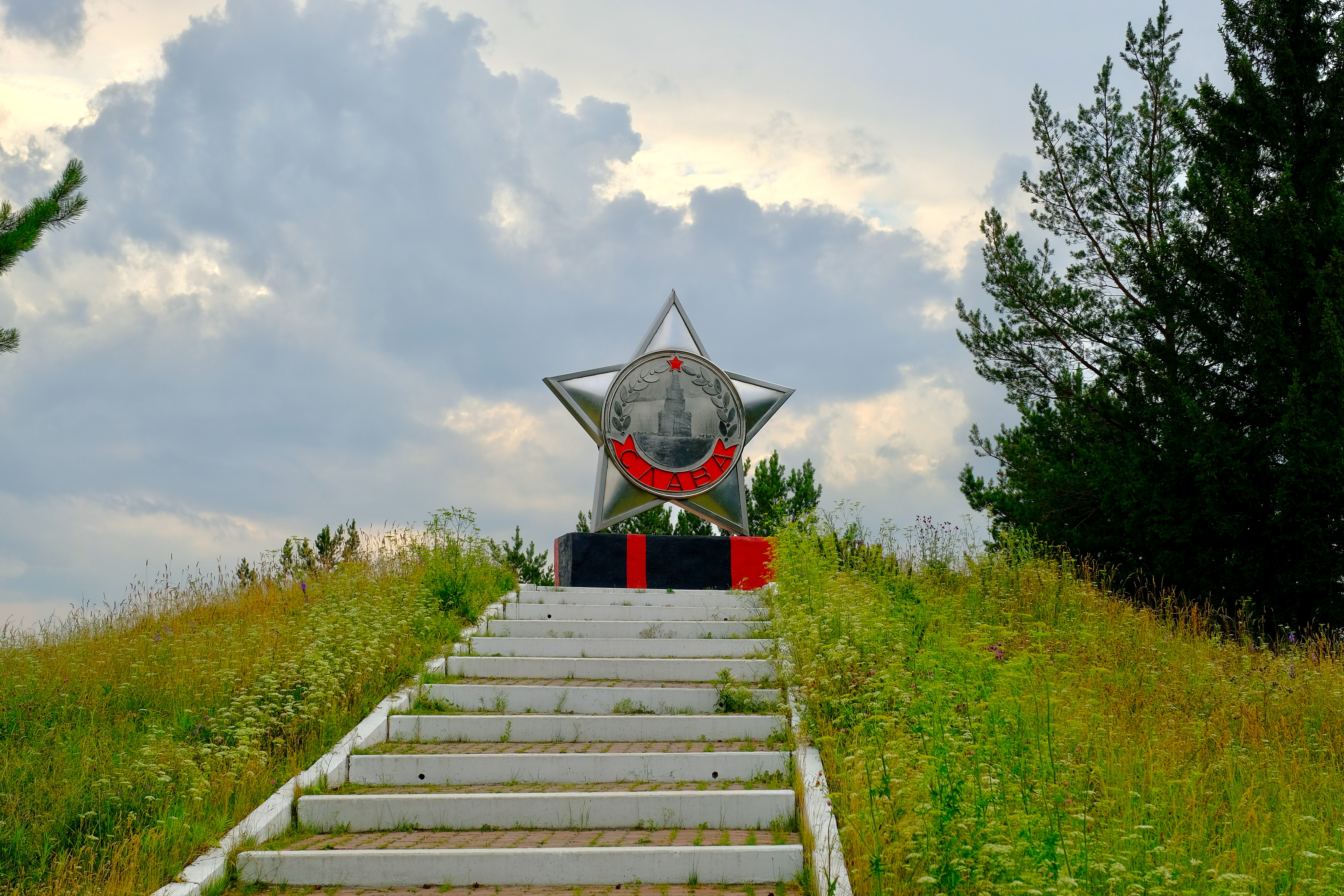
Монумент «Звезда» в виде ордена Славы
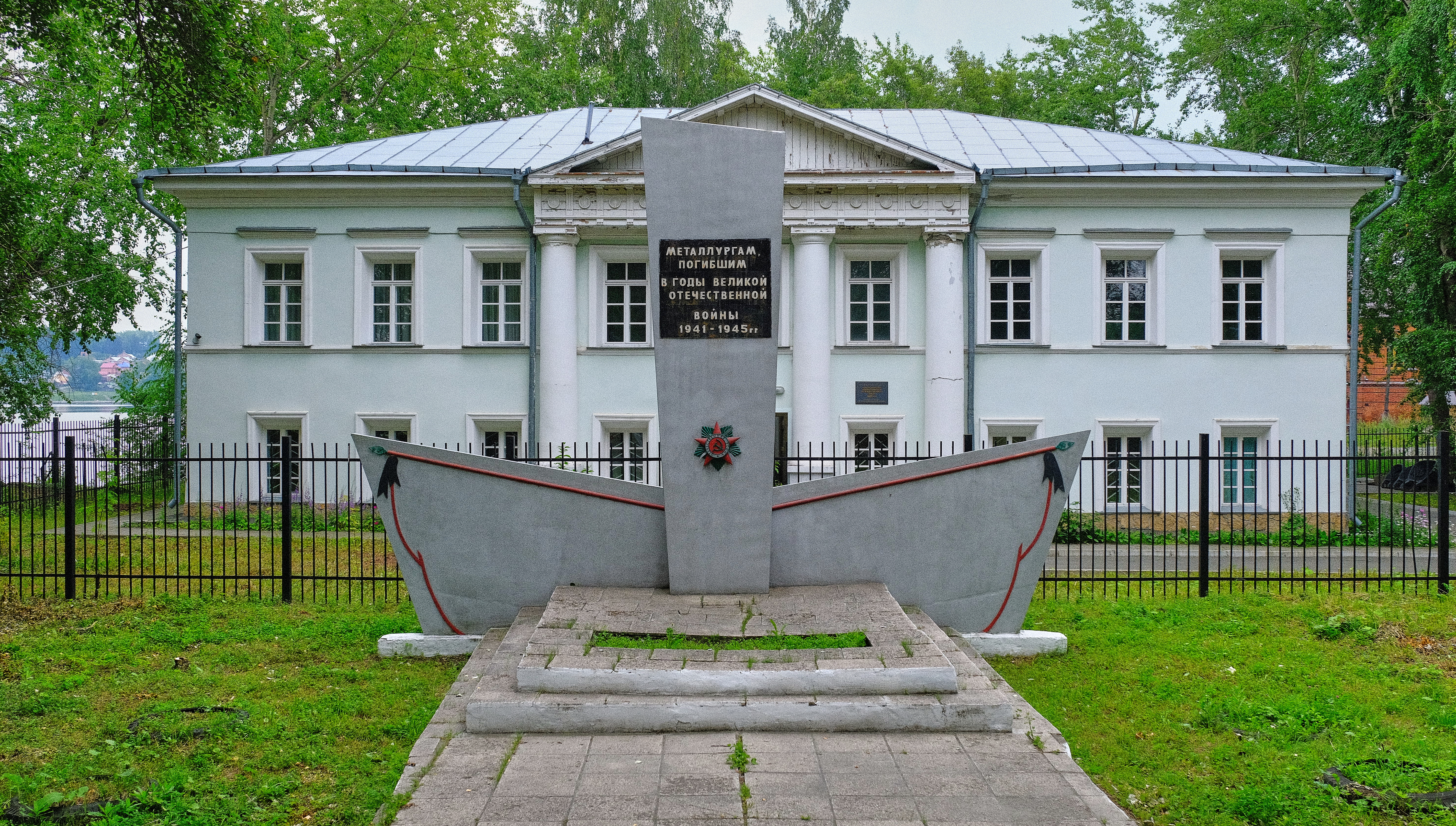
Краеведческий музей и монумент памяти металлургам, погибшим в Великой Отечественной войне